# Pheletes
Pheletes is een geslacht van kevers uit de familie  
kniptorren (Elateridae).
Het geslacht is voor het eerst wetenschappelijk beschreven in 1858 door Kiesenwetter.

## Soorten
Het geslacht omvat de volgende soorten:
- Pheletes aeneoniger (DeGeer, 1774)
- Pheletes quercus (A. G. Olivier, 1790)
- Pheletes reitteri Gurjeva, 1976